# Plagodis pulveraria
Plagodis pulveraria là một loài bướm đêm thuộc họ Geometridae. Chúng được tìm thấy khắp châu Âu.

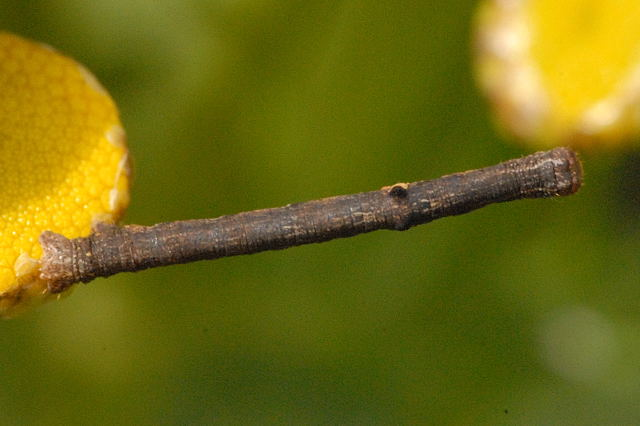

Sải cánh dài 28–33 mm. Chiều dài cánh trước là 17–19 mm.
Con trưởng thành bay làm hai đợt from giữa tháng 3 đến tháng 8.
Ấu trùng ăn nhiều loại cây rụng lá khác nhau như sồi, bạch dương và cây liễ̉u.

## Hình ảnh

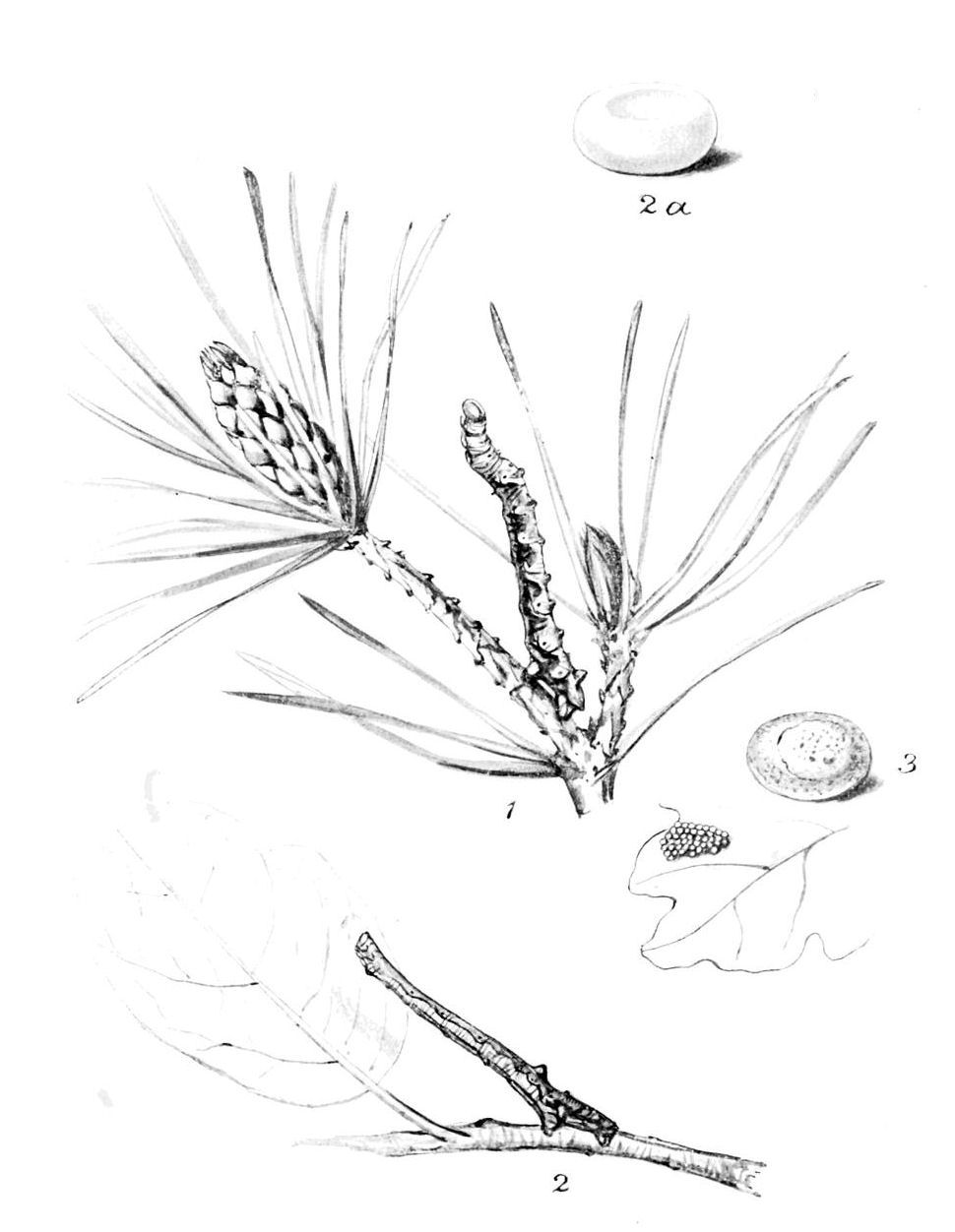
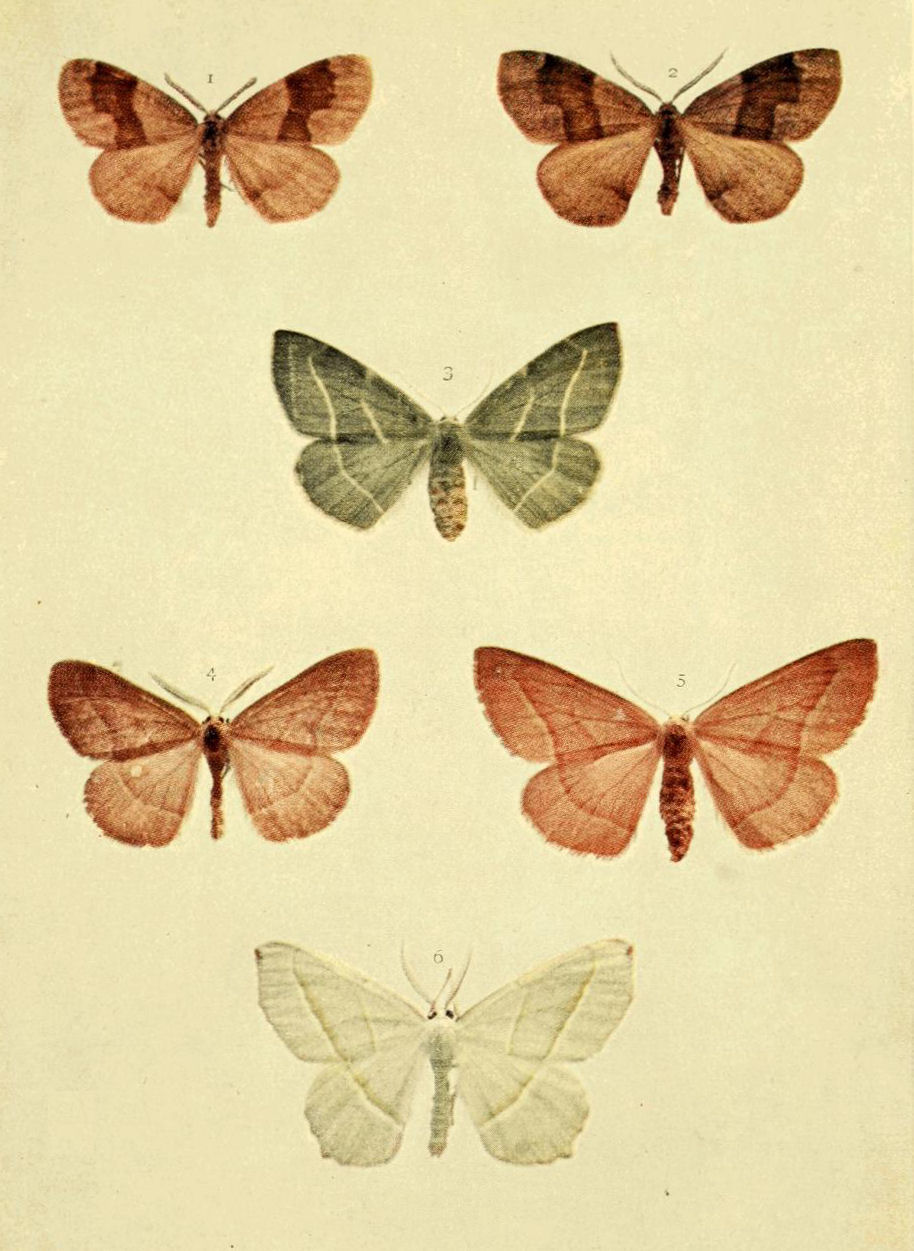
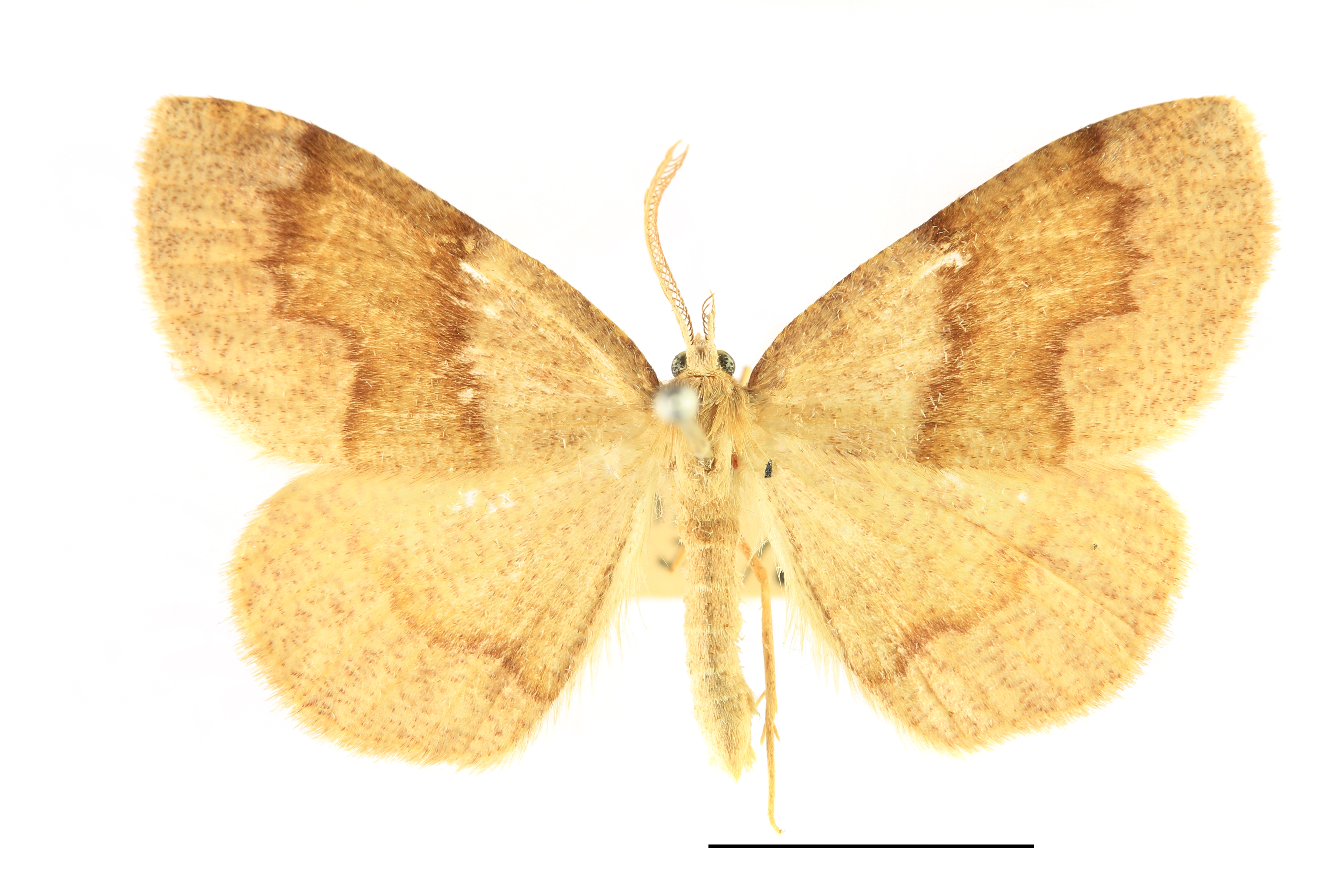
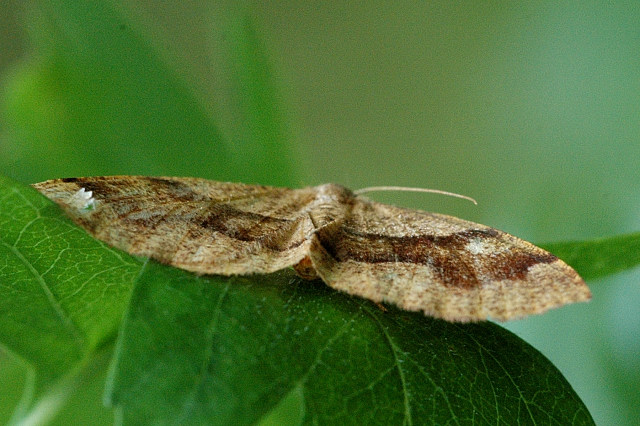